# Neurovasculair systeem
Het neurovasculair systeem is een gezamenlijke benaming voor de hersenen, het zenuwstelsel en het hart- en vaatstelsel.
Het systeem is verantwoordelijk voor het aansturen van de spieren, het verwerken van zintuigelijke prikkels, de emotionele en cognitieve processen (bij hogere diersoorten), circulatie van hormonen en afweerstoffen, de aanvoer van zuurstof en voedingsstoffen, en voor de afvoer van afvalstoffen en koolstofdioxide.

## Aandoeningen
Enkele specifieke neurovasculaire aandoeningen zijn:
- Migraine
- Thoracic outlet syndrome